# امیلیو کامپوس
امیلیو کامپوس (اسپانیایی: Emilio Campos‎; ۲۲ اوت ۱۹۵۴ – ۱۸ سپتامبر ۲۰۲۲) بازیکن فوتبال اهل ونزوئلا بود.